# Hluboče
Hluboče jsou přírodní památka poblíž obce Brumov-Bylnice v okrese Zlín. Oblast spravuje Správa CHKO Bílé Karpaty. Důvodem ochrany je zbytek typické bělokarpatské louky s bohatou květenou.